# Bundesstraße 88
Pour les articles homonymes, voir B88 et Route 88.
La Bundesstraße 88 (abrégé en B 88) est une Bundesstraße reliant Eisenach à Naumbourg.

## Localités traversées
- Eisenach
- Friedrichroda
- Ohrdruf
- Crawinkel
- Ilmenau
- Gehren
- Königsee
- Bad Blankenburg
- Schwarza
- Rudolstadt
- Kahla
- Iéna
- Dornburg
- Camburg
- Naumbourg